# Docosia zaza
Docosia zaza (лат.) — ископаемый вид грибных комаров рода Docosia из подсемейства Leiinae. Обнаружен в нижнемеловом местонахождении Байса из формации Заза (возраст от 125 до 113 млн лет; Бурятия, Россия), в честь которой и был назван.

## Описание
Длина тела от 3,5 до 4 мм, длина крыльев от 3,0 до 3,5 мм. Флагелломеры округлые. Мезонотум сильно выпуклый и волосистый. Костальная жилка крыла с тремя рядами щетинок, а жилки e R1, R5 и r-m каждая с одним рядом щетинок. Жилка С выходит за пределы R, до 1/3 расстояния между R и M. Жилка Sc входит в R немного ближе к основанию вилки M3.
Поперечная жилка r-m в 2,2 раза короче R и равна M3. Вилка M1 и M2 в 4 раза короче, чем участок M3. Вид был впервые описан в 1998 году американским диптерологом Владимиром Благодеровым. Сходен с Docosia baisae.